# Kōki,
Kōki,（2003年2月5日—），本名木村光希（きむらみつき），是一名日本模特、作曲家。为艺人木村拓哉与工藤静香的次女。身高170cm。

## 演艺经历
2017年8月30日，以kōki的名义在母亲工藤静香发行的单飞30周年专辑《凛》中，作曲3首，同时身为曲作者出道。
2018年5月28日，木村光希以模特的身份登上时尚杂志《ELLE JAPON》的封面；随后，登上新加坡版《ELLE》封面；7月4日，木村光希受香奈儿邀请前往巴黎时装周观看“CHANEL 2018秋冬高定秀”；8月10日，木村光希成为宝格丽（BVLGARI）品牌形象大使，同时创造了宝格丽历史上最年轻的品牌形象大使的记录；9月27日，木村光希成为香奈儿美妆形象大使；10月，再次登上日本版《ELLE》封面；10月15日，日本平成年最后的新闻周，木村光希分别登上日本新闻协会旗下的74份报章；11月26日，木村光希获得《ELLE Cinema Award2018》“ELLE Girl Rising Star”奖。
2019年5月，拍摄杂志《时尚芭莎Harper's BAZAAR》六月刊封面；11月6日，与吴亦凡合作拍摄的音乐微电影《贰叁》上线，她在片中饰演一位公主，与吴亦凡共同演绎了一段穿越生死的旷世情缘；并出席吴亦凡北京新歌分享会。
2020年2月10日，现身第31届日本最佳珠宝佩戴者奖颁奖礼。
2021年2月23日，加盟腾讯视频国际青年文化交流男团成长综艺《创造营2021》，担任第一场公演的飞行嘉宾。
2022年2月18日，参演的电影《牛首村》定档在日本上映，在片中饰演奏音、诗音。
2025年演出韓國漫畫《女神降臨》改編同名日本電影，飾演女主角谷川麗奈。

## 人物评价
- 就读于東京都内的国际学校，精通英语，目前正在学习法语和西班牙语。
- 有很高的艺术造诣，擅长演奏钢琴。小学时曾获得第23届山野乐器（日语：山野楽器）青少年长笛大赛小学生组的優秀賞。[3]也能作曲，2017年为其母亲工藤静香专辑《凛（日语：凛 (工藤静香のアルバム)）》提供了三首曲子，同时也为中岛美嘉提供曲子。[1]
- 有如彗星一般出现，又充满魅力和才华的光希会是下一代的宠儿。（《ELLE JAPON》主编坂井佳奈子评）

## 演出作品

### 杂志
- 《ELLE Japon》（赫斯特妇人画报社（日语：ハースト婦人画報社）发行 / 讲谈社发售）－2018年7月号封面，由日本知名攝影師操上和美（日语：操上和美）拍攝[4]。

### 广告作品
- 大塚製藥
  - 『ボディメンテ ドリンク』「海外挑戦/駅」篇（2018年10月）[5]
  - 『ボディメンテ ドリンク』「海外挑戦/レッスン」篇（2018年11月）
- 三星电子
  - 『Galaxy S10/S10+』「Instagram mode編」(2019年5月)
- 樂敦製藥
  - 『肌研極潤保濕化妝水』(2022年11月)

### MV
- 吴亦凡
  - 『貳叁』Eternal Love（2019年11月）

## 歌曲提供
以下全部為作曲作品。
- 工藤靜香：鋼の森、カスミ草、Time after time
- 中島美嘉：夢
- 三浦大知：片隅、Corner

## 獲獎紀錄
2023年
- 第65屆藍絲帶 新人獎（『牛首村』）

2025年
- 第18屆亞洲電影大獎 亞洲飛躍演員獎